# La vida que te espera
La vida que te espera és una pel·lícula espanyola dirigida per Manuel Gutiérrez Aragón.

## Argument
La història es desenvolupa a la Vall del Pas (Cantàbria). Gildo (Juan Diego), un pastor vidu que viu només amb les seves filles, en notar que li falta la seva vaca preferida, Vanesa, va a buscar-la i descobreix que s'ha ficat entre el bestiar d'un altre pastor de la vall, el seu veí Severo (Celso Bugallo). Aquest, el seu veí i rival, li diu a Gildo que com la vaca ha vingut al seu serral ell tindria el dret a quedar-se-la ("prendarla"). Mitjançant aquesta amenaça, li demana a Gildo que li lliuri el primer vedell que tingui la vaca i Gildo consent a contracor. En la propera escena, veiem que Severo té un fill a la ciutat que treballa de perruquer. Severo entra a la perruqueria contra els desitjos del seu fill, Rai (Luis Tosar) i comença a demanar que deixi la perruqueria i torni al camp i a la vida del pastor, ocasionant així una forta discussió entre tots dos. En aquest moment, la vida tradicional dels pastors està amenaçada per canvis polítics a nivell europeu, la qual cosa pot ser un agreujant per a l'estat fora de pollegiera del seu pare. De nou, en una de les cabanyes de la vall, veiem a Gildo treballant amb la seva filla gran, Val (Marta Etura) mentre la petita, Genia (Clara Lago) escolta música i balla. Gildo crida a Genia i li diu que baixi amb el vedell promès a la cabanya de Severo per lliurar-li però Genia diu que ha de fer un examen en el col·legi. Al final, Val intervé i sense que s'assabenti el seu pare porta el vedell a Severo. En veure l'animal Severo li diu que l'hi porti una altra vegada perquè no és de la mateixa vaca. Val diu que ho pot demostrar amb els papers del veterinari, deixa l'animal allà i se'n va. Severo de sobte apareix en el camí, la rapta violentament, lligant-la com si ella fos un animal i la tanca amb el bestiar. En venir el seu pare a indagar la seva tardança, descobreix a la seva filla tancada i intenta alliberar-la. Severo torna i comença a barallar-se amb Gildo i en el forcejament Severo resulta mort. Aquests fets fan retornar al seu fill Rai (Luis Tosar) per fer-se càrrec del funeral, les seves propietats i el bestiar. Val ara es veu implicada en l'homicidi presumptament dut a terme pel seu pare i a poc a poc se sent fins i tot més atrapada en la vida aïllada que ha de compartir amb ell. Per sentiments de culpabilitat i també pel pes del secret que guarden tots dos es veu obligada a procurar relacions diplomàtiques amb Rai i se sorprèn a descobrir que aquest li desperta sentiments que van més enllà de la simple diplomàcia. El desenvolupament de la pel·lícula gira al voltant de l'estreta relació i complicitat que Val té amb la seva germana petita; les tensions dins de la relació claustrofòbica amb el seu pare i ara la difícil història d'amor amb Rai, el fill del seu enemic i víctima. Mentrestant la policia apareix i desapareix en la seva constant cerca de l'assassí.

## Repartiment
- Juan Diego: Gildo
- Luís Tosar: Rai
- Marta Etura: Val
- Clara Lago: Genia
- Celso Bugallo: Severo